# Saint-Mard (Meurthe-et-Moselle)
Saint-Mard ist eine französische Gemeinde mit 102 Einwohnern (Stand 1. Januar 2022) im Département Meurthe-et-Moselle in der Region Grand Est (vor 2016 Lothringen). Sie gehört zum Arrondissement Lunéville und zum Kanton Lunéville-2.

## Geografie
Die Gemeinde liegt etwa 22 Kilometer südsüdöstlich von Nancy im Süden des Départements Meurthe-et-Moselle. Die Mosel durchfließt das Gemeindegebiet. Nachbargemeinden sind Haussonville im Norden und Nordosten, Domptail-en-l’Air im Osten, Lorey im Süden, Neuviller-sur-Moselle im Südwesten, Saint-Remimont im Westen sowie Crévéchamps im Nordwesten.

## Bevölkerungsentwicklung
| Jahr                       | 1962 | 1968 | 1975 | 1982 | 1990 | 1999 | 2005 | 2010 | 2019 |
| Einwohner                  | 93   | 70   | 64   | 50   | 57   | 83   | 85   | 98   | 95   |
| Quellen: Cassini und INSEE |      |      |      |      |      |      |      |      |      |

## Sehenswürdigkeiten
- Kirche Saint-Médard aus dem 15. Jahrhundert, spätere Umbauten

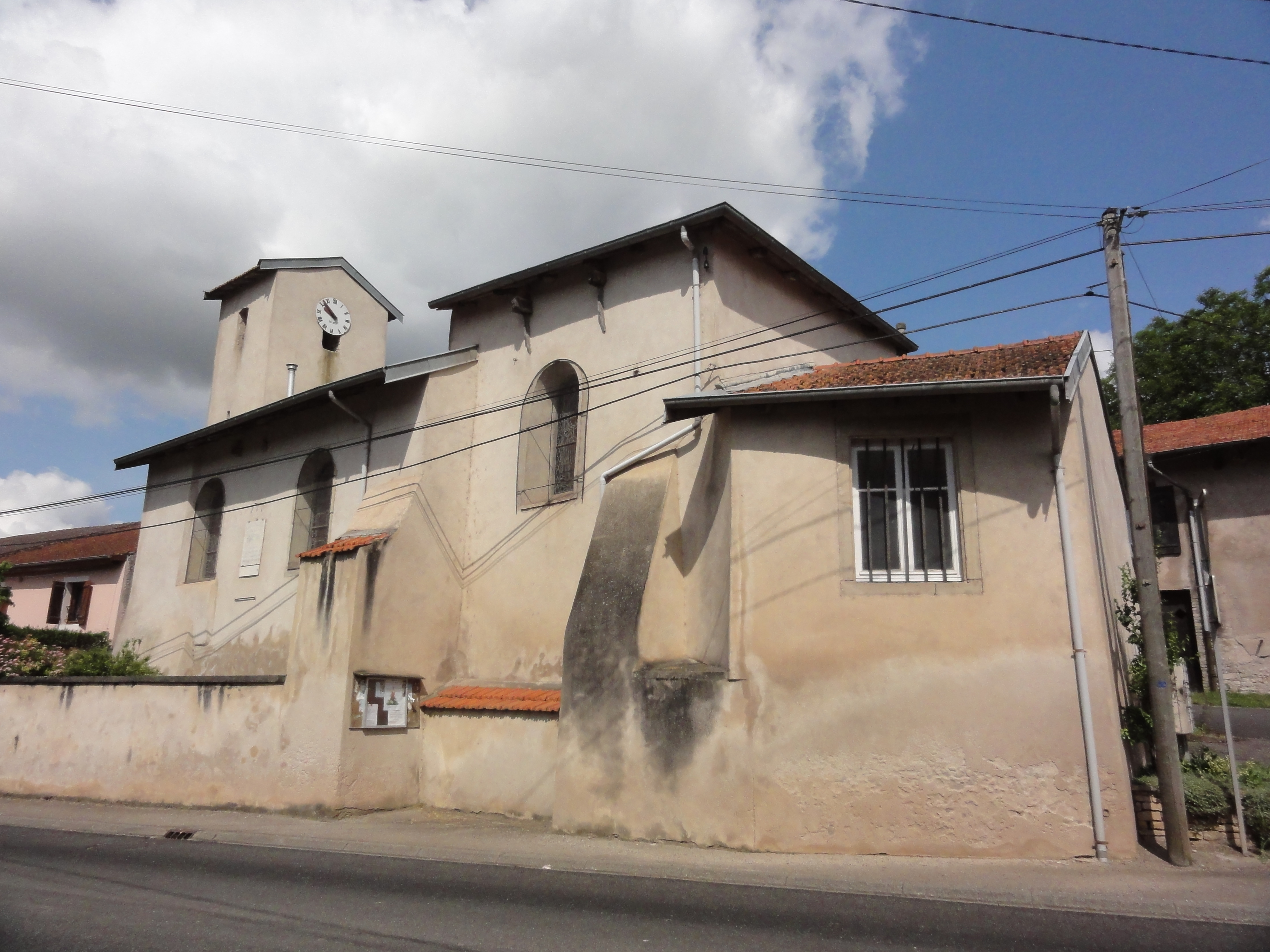
Kirche Saint-Médard